# Caterina Tufarelli Palumbo
Caterina Tufarelli Palumbo Pisani detta Ketty (Nocara, 25 febbraio 1922 – Roma, 7 dicembre 1979) è stata una politica italiana, fu, fra le undici donne elette sindaco nel 1946, sicuramente la più giovane e prima donna sindaco d’Italia .

## Biografia
Caterina è la figlia di Giuseppe Tufarelli Palumbo, avvocato, e di Maria Miceli. Il padre muore dopo soli due anni di matrimonio e Caterina resta figlia unica. All'età di nove anni la madre la manda a studiare a Roma presso l'Istituto Sacro Cuore della Trinità dei Monti, all'epoca uno dei collegi più prestigiosi della capitale nato nel 1828, dove consegue la maturità classica con il massimo dei voti. Durante gli anni di collegio si lega d'amicizia con le figlie di Alcide De Gasperi, amicizia che perdura negli anni. Successivamente si laurea in giurisprudenza presso l'Università di Napoli.
Nel 1943 sposa Baldo Pisani, anch'egli avvocato, con cui ha tre figli.
Tra il 10 marzo e il 7 aprile 1946 si tiene la prima tornata per le elezioni amministrative che  coinvolsero 5.722 comuni, e durante le quali per la prima volta le donne italiane ebbero il diritto di esprimere il proprio voto. La seconda tornata, che coinvolse 1.383 comuni, si svolse dal 6 ottobre al 24 novembre dello stesso anno. Fu proprio in occasione dell'elezione del 10 marzo 1946 che Caterina Tufarelli Palumbo si candida come sindaco di San Sosti nelle file della DC. Il suo grande impegno civile le permette di raccogliere un larghissimo consenso alle elezioni, con conseguente nomina il 23 marzo 1946 all'età di 24 anni, diventando così la più giovane, e probabilmente la prima, sindaca d'Italia. Fra i suoi primi provvedimenti ci fu la nomina di un comitato comunale di assistenza per i più bisognosi. Negli anni si aggiunsero la costruzione dell'asilo infantile, l'orologio pubblico, l'acquedotto comunale, il mercato coperto, le case popolari e il cinema.
Per trent'anni fu Presidente delle dame della carità. Lascia il suo incarico nel 1952 e in tale occasione redige un bilancio consultivo, datato 10 maggio, in cui presenta il lavoro svolto durante il suo mandato. 

## Riconoscimenti
- Nel 2016 il suo ritratto viene affisso nella Sala delle Donne di Palazzo Montecitorio.[6]
- Nel 2017 la sua città natale le dedica una via.[7]
- Nel 2022 la RAI trasmette una serie di documentari intitolata "Donne di Calabria", una delle puntate è dedicata a Caterina Tufarelli Palumbo, indicata come prima sindaca d'Italia.[8]